# Veslonos čínský
Veslonos čínský (Psephurus gladius) byla ryba z řádu jeseteři, která obývala řeku Jang-c’-ťiang, a byla pokládána za jednu z největších sladkovodních ryb na světě. Od začátku roku 2020 je veslonos oficiálně považován čínskými odborníky za vyhynulého, Mezinárodní svaz ochrany přírody vede druh dle hodnocení z roku 2010 jako kriticky ohrožený taxon, avšak již od září 2019 má podklady pro přehodnocení na vyhynulý druh a v roce 2022 se tak stalo.

## Popis

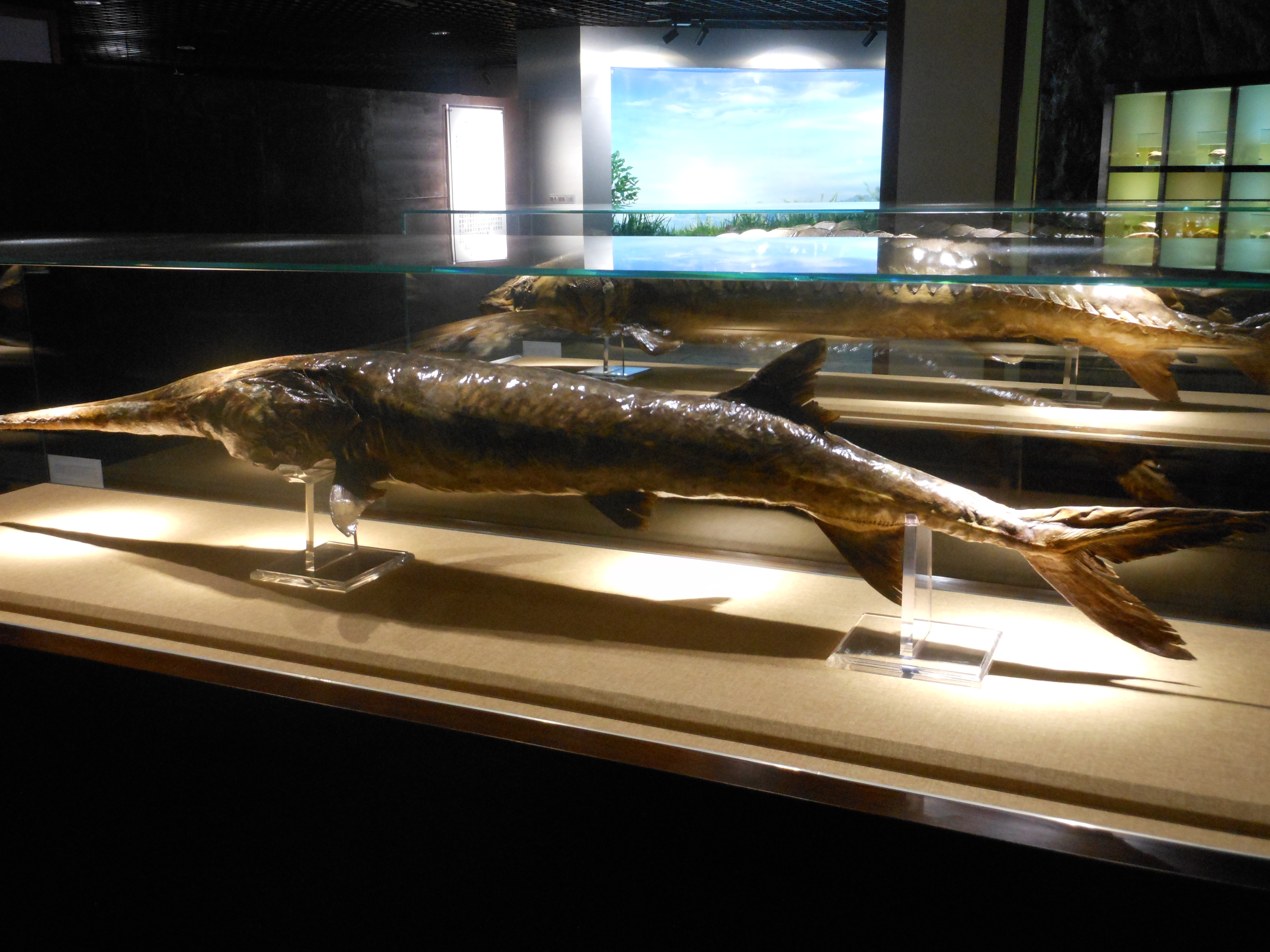
Exemplář dospělého veslonose čínského

Název veslonos je odvozen od protáhlého čenichu, který může dosahovat až třetiny délky ryby. Rostrum tvarem připomíná pádlo a jeho funkcí byla detekce elektrické aktivity a rozrývání usazenin na říčním dně, čímž ryba hledala menší živočichy.
Zbarvení veslonosů bylo celé šedé kromě bílého břicha a bílého pruhu na boku těla, který se táhl zhruba od poloviny těla po ocasní ploutev.
Veslonos čínský běžně dorůstal délky 3 metry a hmotnosti 250 kg, ale byli hlášeni i sedmimetroví jedinci.
Veslonos čínský byl anadromní rybou, část života trávil v moři a za rozmnožováním se vracel proti proudu řeky.

## Ohrožení, vyhynutí
Od druhé poloviny 20. století se silně snižovala početnost veslonosů následkem nadměrného rybolovu, ničení přírodních stanovišť a znečištění vody. Další problém představovala výstavba přehradních nádrží na řece Jang-c’-ťiang, které znemožnily veslonosům migraci do výše položených části toku, kde probíhalo tření. Vyhynutí podle vědců proběhlo v rozmezí let 2005 až 2010, funkčně vyhynulým se druh stal již někdy okolo roku 1993, což znamená, že už tehdy neexistovalo dostatečné množství exemplářů k udržení životaschopné populace. Poslední živý jedinec byl objeven roku 2003 a od roku 2009 neexistují žádná potvrzená pozorování druhu.

## Taxonomie
Nejbližším žijícím příbuzným veslonosa čínského byl veslonos americký z rodu veslonos (Polyodon). Šlo o jednoho ze dvou zástupců linie staré více než 75 mil. let.